# Vortrieb (Physik)
Der Vortrieb ist in der Antriebstechnik (hier auch als Antriebskraft bezeichnet) und verwandten Themen wie der Biomechanik die Kraft, die der Fortbewegung dient. Die Reaktionskraft der Antriebskraft wird bei Fahrzeugen zum Beispiel durch Räder, bei Lebewesen durch Extremitäten, etwa Flügel oder Flossen, an die Umgebung übertragen. Im luftleeren Raum ist Vortrieb nur durch Rückstoß möglich. Die Antriebskraft durch diese Mittel muss im Verhältnis zum reinen Vortrieb grösser sein, um den Kehrwert des Wirkungsgrads.
Um Vortrieb zu erzeugen, sind in der Regel eine Energiequelle, ein Energiewandler und ein Element zur Kraftübertragung erforderlich. Einfachere Beispiele sind die direkte Nutzung der Gravitationskraft oder der Windkraft für den Antrieb.

## Landfahrzeuge

### Straßenfahrzeuge
Straßenfahrzeuge sind unterschiedlichen Widerständen ausgesetzt, die durch Vortrieb ausgeglichen werden müssen: Beispielsweise dem Luftwiderstand, dem Steigungswiderstand, dem Beschleunigungswiderstand oder dem Rollwiderstand der Räder. Die Reibungsverluste innerhalb des Fahrzeugs zwischen der Antriebsmaschine und den angetriebenen Rädern werden dabei dem Wirkungsgrad der Antriebsmaschinerie zugerechnet (Lagerreibungswiderstände, Triebwerks- und Getriebewiderstände), und man trennt das Fahrzeug in die Antrieb- und die Abtriebsseite, von denen hier nur die letztere betrachtet wird.
Der Luftwiderstand kann berechnet werden aus:
{\displaystyle F_{\mathrm {WL} }={\frac {\rho }{2}}\,c_{w}\,A\,v^{2}}
{\displaystyle \rho }: Luftdichte, 1,4…1,2 kg/m³ (−20 °C bis +30 °C)
{\displaystyle c_{w}}: Luftwiderstandsbeiwert
{\displaystyle A}: Stirnfläche
{\displaystyle v}: Anströmgeschwindigkeit
Der Luftwiderstand wächst mit dem Quadrat der Geschwindigkeit.
- {\displaystyle c_{w}} liegt bei 0,6 für ein Cabriolet und etwa 0,22 für einen modernen PKW, der alte VW Käfer hatte 0,42,[2] für einen Pritschenwagen bei 0,7 und 1,1 für einen Sattelzug.[4]
- Die Stirnfläche liegt bei ca. 2 m² bei PKW, bei 10 m² für einen LKW (4 m × 2,55 m nach StVO), bei Schienenfahrzeugen bei 10–15 m² (europäischer Standard: 4,30 m × 3,25 m maximal).[3]
- Der Rollwiderstand errechnet sich aus Rollwiderstandskoeffizienten cRo von 0,001 für die Eisenbahn und etwa 0,006–0,015 für Autoreifen auf Asphalt, liegt um 1 % für Schienenfahrzeuge und PKWs, erreicht aber auf schlechten Straßen typischerweise 3–5 %, bei Nutzfahrzeugen noch deutlich mehr.

Zu den weiteren Widerständen gehören etwa der Kurvenwiderstand und der Wasserwiderstand bei Nässe, der geschwindigkeitsabhängig ist (vgl. Aquaplaning) und anderes.
Insgesamt ergibt sich ein Fahrzeugwiderstand von etwa 14 % für einen 40-t-Sattelzug beladen bei 80 km/h, unbeladen von 31 %.
Der Vortrieb, der die Bewegung erst ermöglicht, wird in der Regel durch Räder oder Gleisketten übertragen, was nur durch Schlupf erreicht werden kann. Zu großer Schlupf wirkt sich negativ auf die Fahrstabilität aus. Moderne Fahrzeuge haben daher Regelsysteme, die den Vortrieb begrenzen.
Bei Rekordfahrzeugen kann die benötigte Kraft nicht mehr auf die Straße abgesetzt werden, der Vortrieb muss dann durch Düsentriebwerke erzeugt werden. Weitere Möglichkeiten zur Erzeugung von Vortrieb sind Zugtiere, Muskelkraft, oder die Gewichtskraft.

### Schienenfahrzeuge
Der Bodenwiderstand insgesamt ist bei Schienenfahrzeugen mit starrer Achse, fehlender Lenkung und der niedrigen Haftreibung von Stahl auf Stahl in Kurvenfahrten aber durchaus relevant (Bogenwiderstand bzw. Krümmungswiderstand). Beide Teilwiderstände sind von der Geschwindigkeit recht unabhängig, aber proportional zur Gewichtskraft des Fahrzeugs.
Zu den weiteren Widerständen gehört etwa der Längsneigungswiderstand.
Der Bodenwiderstand wird durch Wälzreibung und die Führungskräfte verursacht und setzt sich aus dem Reibungswiderstand {\displaystyle c_{\mathrm {Re} }} zwischen Radlauffläche und Fahrpiegel der Schienen und dem Rollwiderstand {\displaystyle c_{\mathrm {Ro} }} (dem Verformungswiderstand der Räder bzw. der Schiene) zusammen.
Insgesamt ergibt sich ein Fahrzeugwiderstand von etwa 4 % für einen 1800-t-Güterzug (vierachsig) bei 80 km/h.
Bei Magnetschwebebahnen entfällt der Rollwiderstand. Der Vortrieb wird durch Linearmotoren erzeugt und ist im Vergleich zum Rad-Schiene-System nicht durch den Reibschluss begrenzt. Dies lässt größere Steigungen zu. Eine andere Möglichkeit größere Steigungen zu überwinden, bietet die formschlüssige Verbindung zwischen Zahnrad und Zahnstange bei Zahnradbahnen.

### Beschleunigung und Leistung
Bei der Beschleunigung eines Fahrzeugs müssen neben der Masse auch die rotierenden Teile (Motor, Getriebe, Räder) berücksichtigt werden. Die Massenträgheitsmomente der sich drehenden Teile werden auf die Antriebsachse reduziert. Es ergibt sich eine rotatorische Widerstandskraft:
{\displaystyle F_{\mathrm {rot} }={\frac {\Theta _{\mathrm {rot} }}{r^{2}}}a}
{\displaystyle \Theta _{\mathrm {rot} }}: Trägheitsmoment aller rotierenden Teile auf die Antriebsachse reduziert
{\displaystyle r}: Radius des Rades
Diese Kraft gehört zu den inneren Widerständen des Fahrzeugs, steht daher zur Beschleunigung des Fahrzeugs nicht mehr zur Verfügung.
Die gesamte zur Beschleunigung benötigte Kraft ergibt sich aus translatorischen und rotatorischen Anteil:
{\displaystyle F_{B}=\left({\frac {\Theta _{\mathrm {rot} }}{r^{2}}}+m\right)\cdot a}
{\displaystyle a}: Beschleunigung
{\displaystyle m}: Masse
Die Leistung {\displaystyle P}, die für eine Geschwindigkeit nötig ist, ergibt sich aus der Summe aller Widerstände {\displaystyle F_{\mathrm {W} }}:
{\displaystyle P=F_{\mathrm {W} }\cdot v}
Die Leistung hängt von der Geschwindigkeit in der dritten Potenz ab, da der Luftwiderstand quadratisch mit der Geschwindigkeit zunimmt. Daher ist die Maximalgeschwindigkeit so stark von der Antriebsleistung abhängig, und auch die Beschleunigungsfähigkeit nimmt mit dem Quadrat der Geschwindigkeit stark ab.

## Luftfahrzeuge
In der Luftfahrt ist ausschließlich der Luftwiderstand von Bedeutung (außer bei Start und Landung). Im Flug liegen im allgemeinen Bewegungsrichtung und Antriebskraft in einer Linie, und, weil die Anströmgeschwindigkeit primär von der Fluggeschwindigkeit abhängt, auch der Widerstand am Rumpf. Der Luftwiderstand lässt sich in einen Formwiderstand, den parasitäreren Widerstand, und einen induzierter Widerstand durch den Auftrieb trennen. Zur Erzeugung des benötigten Vortriebs sind eine Vielzahl unterschiedlicher Luftfahrtantriebe entwickelt worden.

### Leichter als Luft
- Im einfachsten Falle eines Ballons fehlt die Antriebskraft, der Auftrieb wird durch Verdrängung (statischer Auftrieb) erzeugt: Der Ballon fährt, wohin der Wind weht, und so schnell, wie schnell der Wind weht (stabile Strömung vorausgesetzt), die Bewegung über Grund entsteht nur durch die Bewegung des Mediums.
- Bei einem Luftschiff wird der Auftrieb ebenfalls vom Auftriebskörper erzeugt. Für niedrige Geschwindigkeiten errechnet sich der Luftwiderstand nach dem linearen Widerstandsgesetz, ist also proportional zur Geschwindigkeit. Der Luftwiderstand eines Luftschiffs ist weniger von seiner Spantfläche (Stirnfläche), sondern seinem Volumen {\displaystyle V} abhängig, also vom Verhältnis Länge zu Durchmesser. Optimale Werte liegen bei {\displaystyle l/d\approx 4{,}5}.
 Der Vortrieb wird durch Propeller erzeugt, die schwenkbar sein können, um die Manövrierfähigkeit zu verbessern.

### Schwerer als Luft

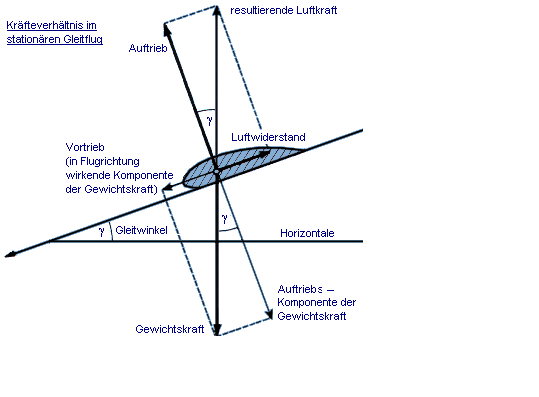
Kräfte am Flügel im Gleitflug

Beim Fliegen mit Tragflächen ist der dynamische Auftrieb, den die Tragflächen erzeugen, die entscheidende Größe. Der in der Tragfläche angreifende Widerstand ist der Gesamtwiderstand des Fluggeräts. Um den Widerstand des Rumpfwerks auf die Tragfläche zu beziehen, in dem man das Kräftegleichgewicht ermittelt, führt man eine schädliche Fläche ein, die der Fläche einer quadratischen Platte (mit einem cW-Wert von 1,2) mit demselben Widerstand wie die nichtauftrieberzeugenden Teile des Flugzeugs entspricht, und ist sich im Druckpunkt der Profils montiert vorzustellen. Dieser Wert wird den Tragflächen einfach zugeschlagen.
- Beim Segelflugzeugen im stationären Gleitflug stellt sich ein Gleichgewicht zwischen dem Luftwiderstand und der Komponente der Gewichtskraft in Flugrichtung ein, die den Vortrieb liefert.
- Bei propellergetriebenen Flugzeugen entspricht die Lage einem Segelflug mit einer zusätzlichen Antriebskraft. Dabei findet an den Flügeln des Propellers derselbe physikalische Vorgang statt wie an den Tragflächen, nur bildet hier der Auftrieb der Flügel den Antrieb (die Schraubkraft).

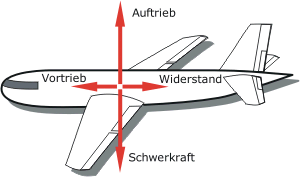
Kräfte am Flugzeug

- Bei Rückstoßantrieb nennt man die Antriebskraft den Schub.
 Kurz vor Erreichen der Schallmauer steigt der Strömungswiderstandskoeffizient stark an, sinkt aber im Überschallflug wieder. In diesen Bereichen ist die Machsche Kennzahl {\displaystyle Ma=v/c} (Geschwindigkeit durch Schallgeschwindigkeit) wichtiger Kennwert. Der cW-Wert steigt bei {\displaystyle Ma\to 1} auf teils mehrfache Werte an und nähert sich für {\displaystyle Ma>2} wieder einem stabilen Wert an, der in der Nähe des subsonaren Werts liegt.[7]

## Raumfahrzeuge
Der Luftwiderstand erweist sich dann am geringsten, wenn die Rakete etwa die Form eines langgestreckten Dreiecks hat, weil sie auf dem (sich auch seitlich ausdehnenden) Abgasstrahl „reitet“, und es keinen Sogwiderstand am Heck gibt. Allfähige Flügel dienen meist nur als Flugstabilisatoren, die verhindern, dass der Flugkörper um die Längsachse rotiert, oder zu trudeln beginnt.
Der Vortrieb wird durch Raketentriebwerke erzeugt, die für den Einsatz im luftleeren Raum ausgelegt sind.
Der Treibstoff macht einen Großteil der Masse des Flugkörpers aus, und daher kann die Masse nicht als konstant angesehen werden kann.
Es gilt die Raketengrundgleichung:
{\displaystyle F_{\mathrm {V} }=F_{\mathrm {P} }=v_{\mathrm {s} }\cdot {\frac {\mathrm {d} m}{\mathrm {d} t}}}
vs: Strahlgeschwindigkeit des Triebwerks
Bei Raumsonden zum Beispiel beim Voyager-Programm wird die Gravitation anderer Himmelskörper zur Beschleunigung genutzt (sogenannt „Swing-by“), da der an Bord befindliche Treibstoff für solche Missionen nicht ausreichen würde.

## Wasserfahrzeuge
Der Vortrieb von Wasserfahrzeugen basiert auf der Wechselwirkung zwischen Antriebssystemen und dem umgebenden Wasser. Dabei müssen verschiedene hydrodynamische Widerstände überwunden werden, um eine effiziente Fortbewegung zu gewährleisten.

### Hydrodynamische Widerstände
Die Gesamtwiderstandskraft, die ein Schiff überwinden muss, setzt sich aus mehreren Komponenten zusammen:
- Reibungswiderstand: Entsteht durch die Viskosität des Wassers entlang der benetzten Oberfläche des Rumpfes.[8]
- Formwiderstand: Resultiert aus der Druckverteilung um den Schiffskörper aufgrund seiner Form.[9]
- Wellenwiderstand: Wird durch die Energie verursacht, die zur Erzeugung von Oberflächenwellen aufgewendet wird.[10]
- Zusätzliche Widerstände: Beinhalten Effekte wie den Flachwasserwiderstand und den Squat-Effekt, der in seichtem Wasser zu einer Erhöhung des Tiefgangs führen kann.[11]

### Antriebssysteme
Moderne Wasserfahrzeuge nutzen verschiedene Antriebssysteme:
- Mechanische Antriebe: Dieselmotoren, Dampfturbinen und Gasturbinen sind weit verbreitet.[12]
- Elektrische Antriebe: Elektromotoren, die durch Batterien oder Generatoren gespeist werden, gewinnen an Bedeutung, insbesondere im Hinblick auf Umweltfreundlichkeit.[13]
- Hybride Systeme: Kombinieren mechanische und elektrische Komponenten, um Effizienz und Flexibilität zu erhöhen.[14]

Die Auswahl des Antriebssystems hängt von Faktoren wie Schiffstyp, Einsatzgebiet und Umweltauflagen ab.

### Innovative Antriebskonzepte
Neben traditionellen Antrieben werden auch innovative Konzepte erforscht:
- Flettner-Rotoren: Nutzen den Magnus-Effekt, um durch rotierende Zylinder Vortrieb zu erzeugen.[15]
- Tragflügelboote: Verwenden unter Wasser angebrachte Flügel, die bei Geschwindigkeit Auftrieb erzeugen und den Rumpf aus dem Wasser heben, um den Widerstand zu minimieren.[16]